# Кучма Євгеній Васильович
Євге́ній Васи́льович Ку́чма (13 лютого 1976 — 10 вересня 2024) — молодший сержант Збройних Сил України, учасник російсько-української війни, який загинув під час російського вторгнення в Україну.

## Життєпис
Євгеній Кучма народився 13 лютого 1976 року в місті Київ. Проживав у Святошинському районі столиці.
У 1991 році закінчив середню загальноосвітню школу № 76 (нині ліцей) у Києві.
Після школи вступив до професійно-технічного училища ОП «КИСПО», яке закінчив у 1992 році.
З 1994 по 1996 роки проходив строкову службу в 24-й окремій авіаційній ескадрильї Державної прикордонної служби України, в місті Одеса.
Отримав звання молодшого сержанта, обіймав посади стрільця, заступника командира взводу та командира відділення.
Був нагороджений відзнаками «100 виходів на державний кордон» та «Старший прикордонного наряду».
Після завершення строкової служби працював у сфері обслуговування та ремонту автомобілів, а також займався підприємницькою діяльністю, спеціалізуючись на продажу автозапчастин.

## Військова служба під час російсько-української війни
У березні 2022 року, з початком повномасштабного російського вторгнення, добровільно вступив до лав Збройних Сил України.
Став старшим стрільцем-оператором у складі 23-го окремого стрілецького батальйону.
Після звільнення Київщини брав участь у зачистці звільнених територій, зокрема в селі Забуччя. У складі підрозділу виконував бойові завдання на Донеччині, зокрема в таких населених пунктах: Новомихайлівка, Золота Нива та Торське.
27 лютого 2023 року під час ворожого обстрілу на Донеччині отримав серйозну травму кисті. Унаслідок пошкодження йому було встановлено пластину, а функціональність пальців правої руки значно знизилася. Однак, попри травму, не залишив службу і продовжив захищати Україну.
Євгеній завжди виконував бойові накази беззаперечно, проявляючи мужність і відданість своїй справі. Він особисто допомагав евакуйовувати поранених
та загиблих бійців із поля бою, чим здобув повагу побратимів. Протягом 2024 року він безпосередньо стримував щоденні штурмові дії противника протягом п’яти місяців на своїй позиції в населеному пункті Торське. Позиція знаходилася на близькій відстані до противника та була однією з найнебезпечніших ділянок фронту. Завдяки мужності й самовідданості Євгенія та його побратимів ворог так і не зміг захопити цю позицію. Неодноразово брав участь у найнебезпечніших оборонних операціях батальйону, безлічі контактних боях, знищував ворожі розвідувальні групи, підтримував побратимів і подавав приклад незламності. 
Його характеризували як енергійного, позитивного, завжди готового підтримати і допомогти.
Загинув 10 вересня 2024 року біля села Торське, Донецької області, захищаючи незалежність, сувернітет і територіальну цілісність України, внаслідок ворожого скиду з FPV-дрону «камікадзе».
17 вересня 2024 року Євгенія поховали з усіма військовими почестями на ділянці почесних поховань Берковецького кладовища в місті Київ.

## Особистість і пам'ять
Євгеній був душею компанії, його любили за доброту, щедрість і вміння підтримати у найважчі моменти. Завжди цінував дружбу, вірив у краще майбутнє
та любив Україну понад усе.                                                                                                             
У захисника залишилися дружина Наталія та син Владислав.

## Нагороди
Нагороджений медалями «За Стійкість», «Честь. Слава. Держава.», нагрудним знаком «Ветеран Війни».
Указом Президента України № 28/2025 нагороджений Орденом «За Мужність» 3 ступеня (посмертно).